# Stadtarchiv Freising
Das Stadtarchiv Freising (Archivkürzel StadtAFS) ist eine wissenschaftliche Einrichtung der Stadt Freising. Es verwahrt Unterlagen aus der Zeit vom 14. Jahrhundert bis heute. In institutionalisierter Form existiert es seit 1909. Es ist eine öffentliche Einrichtung, steht allen Bürgern offen und bietet eine Präsenzbibliothek mit etwa 4500 Bänden in einem Lesesaal.
Hauptaufgabe des Stadtarchivs ist die Ordnung und Sicherung des städtischen Aktenwesens – alle Dokumente der Stadtverwaltung, die in kulturell-historischer oder rechtlicher Hinsicht von Bedeutung sind, werden hier aufbewahrt. Aber auch Archivbestände nichtstädtischer Herkunft werden verwahrt, wie z. B. Personennachlässe, Firmen- und Vereinsarchive sowie umfangreiche Sammlungsbestände. Bedeutung hat es auch für die wissenschaftliche Erforschung der Geschichte der Stadt, der Diözese Freising und des früheren Hochstifts Freising.

## Geschichte

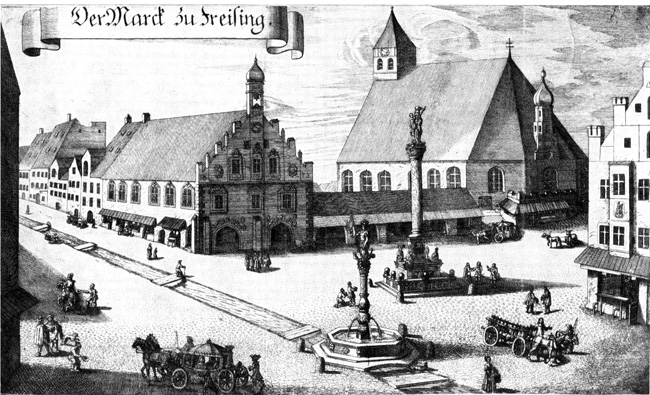
Altes Rathaus am Marienplatz, Wening 1681

Die Notwendigkeit, Schriftgut langfristig aufzubewahren, ergab sich auch für die Stadt Freising mit der Institutionalisierung gemeindlicher Aufgaben in spätmittelalterlicher Zeit. Ein Stadtsiegel wird 1330 erwähnt, 1334 gibt es den frühesten Hinweis auf einen Stadtrat. 1389 tritt zum ersten Mal ein Stadtschreiber urkundlich in Erscheinung. Dieser war auch verantwortlich für das Archiv, das sich damals im alten Rathaus am Marienplatz befand.
Die städtischen Verwaltungskompetenzen waren bis zum Übergang der Stadt Freising an Bayern 1802/03 wenig ausgeprägt, da die fürstbischöflichen Zentralbehörden sehr vieles in der Residenzstadt des Bischofs regelten. Deswegen war das Schriftgutaufkommen bis zum Verlust dieser Residenzstadtfunktion wohl im Vergleich zu anderen Städten relativ gering.
Während des 19. Jahrhunderts war das Stadtarchiv teilweise im städtischen Magistratsgebäude in der (heutigen) Bahnhofsstraße untergebracht. Mit dem Rathausneubau 1904/05 kehrte es an den Marienplatz zurück. 1909 begann der erste, noch ehrenamtliche Archivar Friedrich Schul mit der Ordnung der Bestände, diese Arbeit setzten seine Nachfolger fort: Rudolf Birkner in den 1920er und Josef Scheuerl in den 1930er Jahren. 1937 bekam das Archiv neue größere Räume im sogenannten Stauberhaus, das nördlich an das Rathaus anschließt.

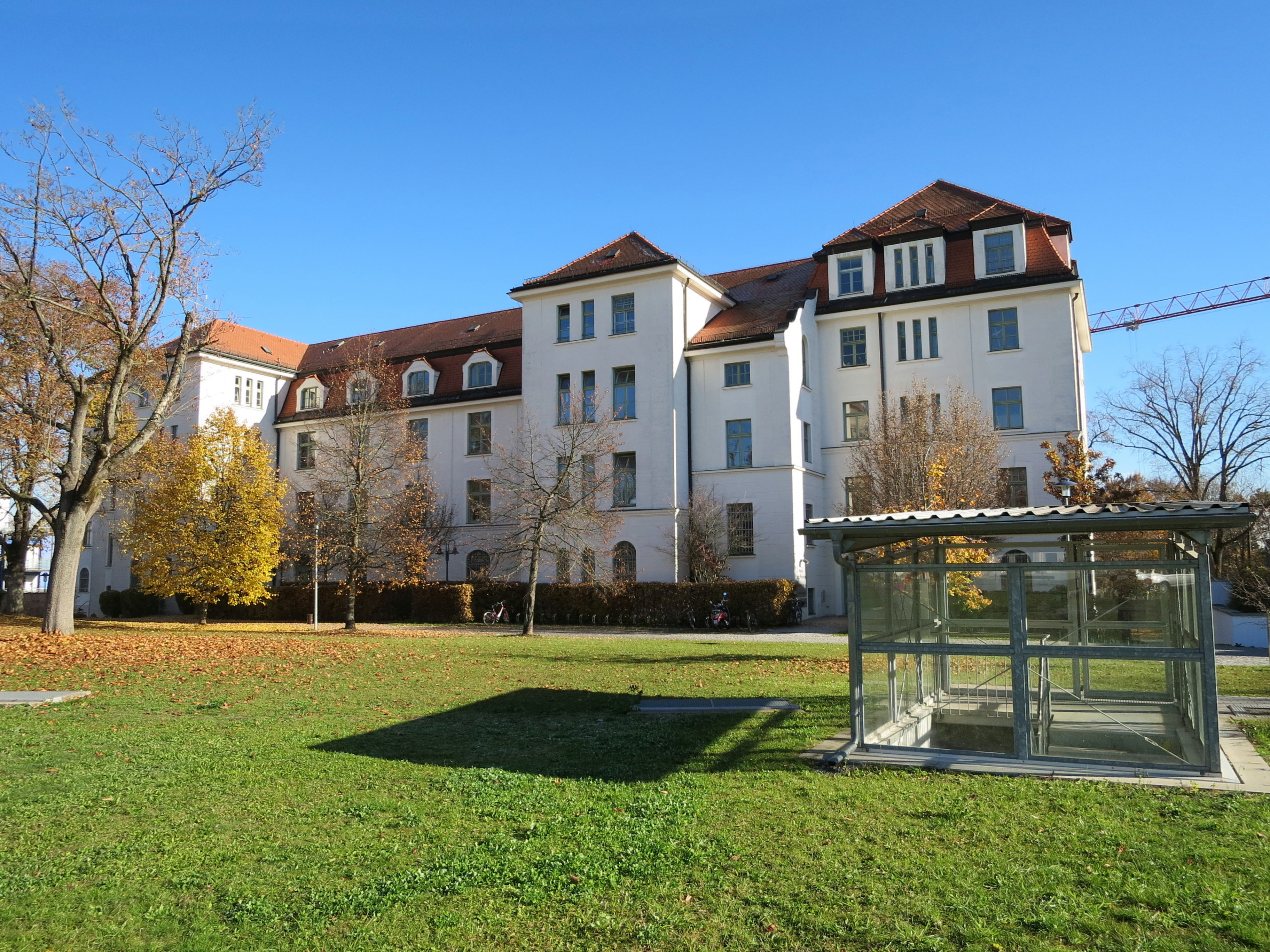
Haus der Vereine, Sitz des Stadtarchivs

Unter den beiden Nachkriegsarchivaren Norbert Bodenstedt (1951–1988) und Wolfgang Grammel (1989–2012) kam es zu einer umfangreichen Übernahme, Ordnung und Verzeichnung von Archivgut der Stadt. Es wurde begonnen, nicht-städtisches Archivgut zu übernehmen, und ab den 1950er Jahren wurden die archivischen Sammlungen aufgebaut, z. B. die Karten-, die Plan-, die Foto-, die Postkarten- oder die Handschriftensammlung.
Seit dem Jahr 2003 hat das Stadtarchiv Freising seinen provisorischen Standort im „Haus der Vereine“, einem Kasernenbau der 1906 errichteten und inzwischen aufgelassenen Jägerkaserne (ab 1938 Vimy-Kaserne). In diesem denkmalgeschützten Gebäude bleibt es so lange, bis ein Neubau in der Fischergasse, östlich des ehemaligen Gefängnisses, realisiert wird.

## Zuständigkeiten

### Anlaufstelle für Stadtgeschichte
Das Stadtarchiv im „Haus der Vereine“ verwahrt nicht nur Urkunden, Bücher und Akten der Stadtverwaltung, sondern sammelt aktiv Zeugnisse, die einen Bezug zur Geschichte Freisings haben, zum Beispiel Fotos, Plakate, Postkarten, Geschäfts- und Vereinsunterlagen, Festschriften, Bücher, Filme und persönliche Nachlässe. Das Stadtarchiv ist damit die zentrale Anlaufstelle für alle Fragen zur Geschichte der Stadt Freising.

### Aufgabenkatalog der Kommune
Das Stadtarchiv hat einen umfangreichen und differenzierten Aufgabenkatalog von der Stadt Freising erhalten.  Das Stadtarchiv als selbstständiges, städtisches Amt nimmt neben diesen Fachaufgaben auch Verwaltungsaufgaben wie Organisations-, Personal-, Finanz- und Haushaltsangelegenheiten wahr, die nicht den anderen Ämtern vorbehalten sind.

## Archivbestände

### Städtisches Archivgut
Hierunter fallen die archivwürdigen Unterlagen sämtlicher Verwaltungseinheiten der Stadt Freising (Oberbürgermeister-Stab, Referate, Ämter, Stiftungen, Eigenbetriebe). Den ältesten Teil des städtischen Archivguts machen die Urkunden aus, beginnend ab dem Jahr 1361. Die Amtsbücher der Stadt reichen bis ins frühe 16. Jahrhundert zurück, jedoch sind sie in der Zeit vor der Mediatisierung 1803 nur punktuell überliefert. Den naturgemäß größten Raum nehmen die städtischen Aktenbestände ein, deren Überlieferung ähnlich den Amtsbüchern in der Zeit vor 1803 sehr spärlich ist.
Unter das städtische Archivgut fallen auch die Archive der im Lauf des 20. Jahrhunderts eingemeindeten Orte: Neustift (1905); Vötting (1937); Haindlfing, Itzling, Sünzhausen, Tüntenhausen (1972); Attaching, Pulling (1978).

### Nichtstädtisches Archivgut
Mit der Erwerbung von Archivgut, das außerhalb der Stadtverwaltung, jedoch mit Bezug zu Freising entstanden ist, hatte man erst im Lauf der zweiten Hälfte des 20. Jahrhunderts begonnen. Im Wesentlichen gehören hierzu Personennachlässe sowie Vereins-, Firmen- und Schularchive. Unter den Personennachlässen sind vor allem diejenigen des Traktorenfabrikanten Anton Schlüters und des Architekten Alois Steineckers hervorzuheben.

### Archivische Sammlungen
Zu den Sammlungsbeständen des Stadtarchivs Freising gehören: die Urkundensammlung, die Handschriftensammlung, die Druckschriftensammlung, die Karten- und Plansammlung, die Fotosammlung, die Postkartensammlung, die Tonträgersammlung, die Filmesammlung, die Zeitungssammlung, die Zeitungsausschnittssammlung, die Zunftbuchsammlung, die Musikaliensammlung, die Graphische Sammlung, die Plakatesammlung, die Münzen- und Medaillensammlung, die Stempelsammlung, die Präsentesammlung sowie die Stadtgeschichtliche Dokumentation mit der Biographischen Sammlung und der Häuserkartei.

## Präsenzbibliothek
Die Bibliothek des Stadtarchivs geht in ihren Ursprüngen auf den Buchbestand des Freisinger Stadtmagistrats zurück. Zahlreiche Titel aus dem 18. und 19. Jahrhundert insbesondere zur Kommunalverwaltung und zum Kommunalrecht geben darauf bis heute einen Hinweis.
Derzeit umfasst die Bibliothek des Stadtarchivs rund 5.400 Titel. Schwerpunkte sind neben der Bayerischen Landesgeschichte vor allem die Geschichte der Stadt, des ehemaligen Hochstifts und der Diözese Freising beziehungsweise der Erzdiözese München und Freising. Derzeit wird die Bibliothek katalogisiert, mittelfristig werden die Titel über ein eigenes OPAC-System abrufbar sein. Da es sich bei der Bibliothek des Stadtarchivs um eine Präsenzbibliothek handelt, ist eine Ausleihe nicht möglich.

## Publikationen
Das Stadtarchiv Freising ist seit Mitte der 1990er Jahre publizistisch aktiv. Zu nennen ist hier beispielsweise der von Wolfgang Grammel herausgegebene Katalog zur gleichnamigen Ausstellung Freising – Vom Markt zur Stadt. Zur Geschichte der bürgerlichen Stadt Freising vom Hochmittelalter bis ins 19. Jahrhundert. Bis 2016 wirkte das Stadtarchiv Freising zudem an der Redaktion der regionalgeschichtlichen Zeitschrift Amperland mit.
Im Jahr 2015 wurden zwei wissenschaftliche Reihen des Stadtarchivs konzipiert:
- Zum einen die Reihe der „Schriften des Stadtarchivs Freising“, deren erster Band mit der Aufsatzsammlung zum Thema „Freising als ‚Stadt des Bieres‘: Kulturgeschichtliche Aspekte“ im November 2016 erscheint. Diese Reihe dient der Erforschung der Freisinger Stadt-, Diözesan- und Hochstiftsgeschichte.
- Die zweite Reihe, die „Kataloge des Stadtarchivs Freising“, hat den Zweck, die Ausstellungen des Stadtarchivs publizistisch nachvollziehbar zu machen. Der erste Band dieser Reihe mit dem Titel „Freising in der Frühzeit der Fotografie. 60 Aufnahmen aus den Jahren 1860 bis 1900“ ist im Juli 2015 zur gleichnamigen Ausstellung erschienen.

## Sonstiges
Die Arbeit des Stadtarchivs Freising wird vom Förderverein, „Freunde des Stadtarchivs Freising e.V.“, unterstützt. Dieser wurde am 29. Juli 2015 gegründet.